# Ексикатор
Ексикаторът или десикаторът (на латински: exsiccare: изсушаване) е химически лабораторен уред, който намира приложение главно за изсушаване на твърди химически вещества в химията.
Най-често ексикаторът (десикаторът) представлява съд от дебело стъкло (или пластмаса), който се затваря херметично с капак. Капакът и съдът са шлифовани един към друг за добро уплътняване. За да се постигне херметичност и лесно отваряне, се използва специална грес за шлифованата повърхност. В долната част на съда има керамична или пластмасова решетъчна плоча, под която е поставено средство за изсушаване. Обикновено за изсушител се използва силикагел. Върху решетъчната плоча се поставят в открити съдове материалите за изсушаване.
Изсушителят отнема от въздуха на десикатора съдържащите се влага или пари на разтворител. Намаляването на влагата или количеството разтворител в атмосферата води до по-нататъшно изсушаване на материалите. Този процес продължава до постигането на определен процент изсушаване на веществото или до изтощаването на изсушителя. Освен отнемането на влага от веществата, могат да се отнемат и разтворители в зависимост от избора на съответното изсушаващо средство.
Изсушаващите средства се разделят на подлежащи на регенерация и за еднократно ползване.
За да се ускори процеса на сушене, при някои десикатори се използва вакуум. При тях въздухът се евакуира до някаква степен с външна вакуумна помпа и съдът се затваря отново.
Освен стъклените съдове, съществуват и съвременни десикатори, изпълнени под формата на шкаф с врата и полици за нареждане на детайлите. Те обикновено са съоръжени с влагомери за контрол на влагата.